# Strongroom Studios
Strongroom Studios (případně The Strongroom) je nahrávací studio v Londýně. Založil jej v roce 1984 Richard Boote v ulici Curtain Road v distriktu Shoreditch. Prvními alby, které zde byla nahrána, byla Artificial Intelligence od Johna Calea a Camera Obscura od Nico, jehož producentem byl rovněž Cale. Později zde své nahrávky pořizovali například Nick Cave, Björk či Spice Girls. Původně šlo o jedno studio, později se komplex rozrostl a k roku 2018 obsahoval dvanáct studií. V roce 2018 vznikla petice na záchranu studia kvůli výstavbě kancelářských budov na stejném místě.